# Мімікрія

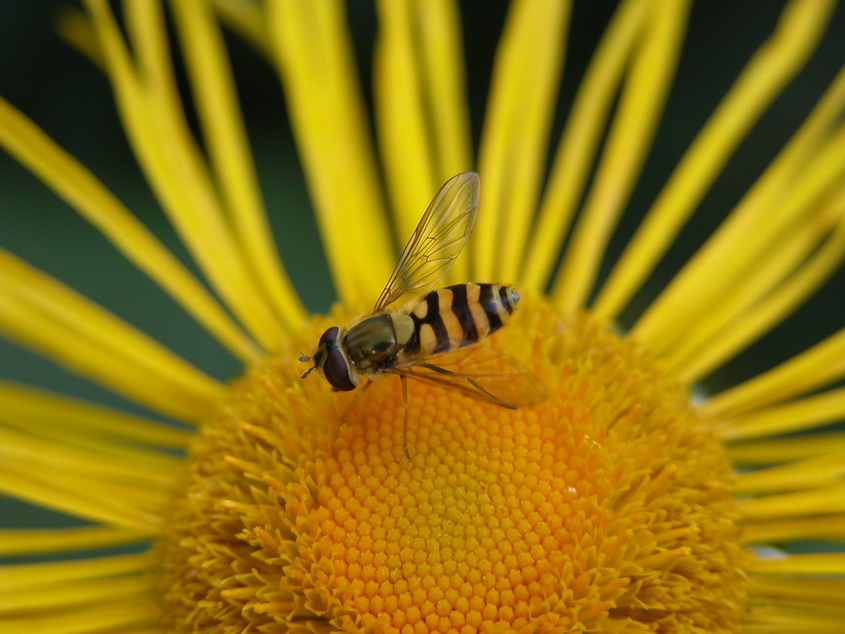
Приклад мімікрії: муха родини дзюрчалок імітує бджолу

Мімікрія (наслідування, маскування) — властивість деяких організмів імітувати зовнішній вигляд або інші ознаки інших непов'язаних організмів або неживих об'єктів. Термін був вперше введений в зоології Генрі Бейтсом для позначення випадків надзвичайної зовнішньої схожості між різними видами тварин («моделі» та «отримувача сигналу») різних родів або родин.

## Тварини
Дві форми мімікрії у тварин відкрили англійський ентомолог Г. Бейтс та німецький зоолог Ф. Мюллер.
- Мімікрія ефективна під час захисту від хижаків лише тоді, коли вид, що наслідує (імітатор), та вид якого наслідують (модель), мешкають на одній території, причому чисельність імітатора істотно нижча, ніж моделі (інакше у хижака не виробиться умовного рефлексу на певний подразник, пов'язаний з неїстівністю жертви). У разі бейтсівської мімікрії гірше захищений вид наслідує забарвлення або форму добре захищеного. Наприклад, деякі тропічні метелики-білани подібні до неїстівних для птахів метеликів інших родин.
- Суть мюллерівської мімікрії полягає в тому, що кілька захищених видів нагадують один одного за забарвленням і формою, утворюючи так зване «кільце»; їхні вороги, виробивши рефлекс відрази до одного з видів «кільця», не чіпають також і інших. Такі кільця утворюють, наприклад, отруйні комахи, що мають попереджувальне червоне з чорними плямами (сонечка, клоп-солдатик) або жовто-чорне (різні види ос, деякі павуки) забарвлення.

## Приклади
Хамелеони, восьминоги і каракатиці здатні змінювати своє забарвлення відповідно до навколишнього середовища. У шарах їхньої шкіри знаходяться пігментні клітини, що містять барвники. Ці тварини міняють колір залежно від забарвлення навколишнього середовища, температури та настрою. Хамелеон може змінити свій колір протягом 15 хвилин, головоногі молюски — майже миттєво. Стан їхніх пігментних клітин регулюється нервовою системою.
Камбала та палтус імітують забарвлення морського дна і до того ж вони частково зариваються в пісок, щоб посилити ефект маскування. Якщо таку рибу покласти, наприклад, на шахівницю, то її тіло покриється чорно-білими квадратиками.
Інші риби, жаби, раки і краби не володіють здатністю змінювати колір свого тіла, проте, пристосовуючись до оточення, вони можуть ставати дещо світлішими або темнішими.

Деякі птахи і ссавці, такі як куріпка, звичайний песець, заєць-біляк та інші, пристосовуючись до зовнішніх умов, міняють своє літнє вбрання на зимове, яке буває білим, як сніг, або сірим, як голі дерева.

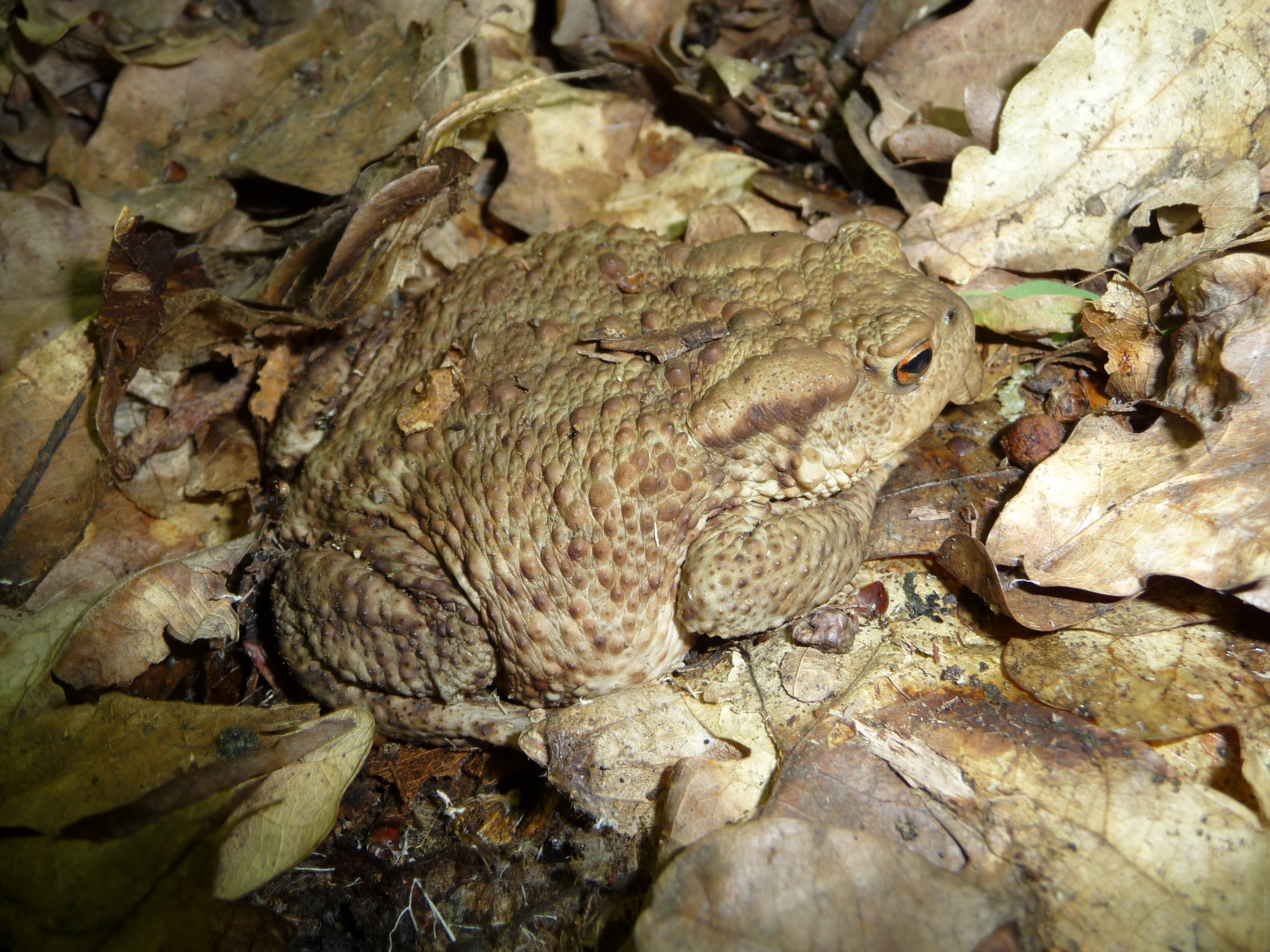
Ропуха звичайна, що замаскувалась серед листя

Самки фазана, дрімлюги, крижня та інших видів птахів, що гніздуються на землі, мають коричневе оперення з темними і світлими плямами. Таке забарвлення допомагає їм злитися з навколишнім середовищем. Самка малого пісочника відкладає яйця в неглибокій ямці серед гальки. Її крапчасті яйця абсолютно непомітні на тлі гальки. Самка також добре замаскована. Завдяки чорним, білим і коричневим смугам контури її тіла здаються розмитими, і ворог її не бачить. Є види птахів, наприклад, круглоносий плавунчик, у яких яйця висиджує самець, тому його оперення непоказне, а оперення самки навпаки, є досить яскравим. Самець і самка вальдшнепа носять скромні вбрання. Ці птахи гніздуються на землі, а яйця висиджують як самець, так і самка.
Для австралійських жаборотів характерною є спеціальна маскувальна поза. Вони сидять на гілці, витягуються вгору і застигають в такому положенні -здається, ніби це не птах, а зламаний сучок. У багатьох птахів, що живуть у кронах дерев, блакитні груди і зелені спинки. Зверху птах подібний до листка, а знизу подібний до темної цятки в небі. Це дозволяє пташкам уникати небезпек.

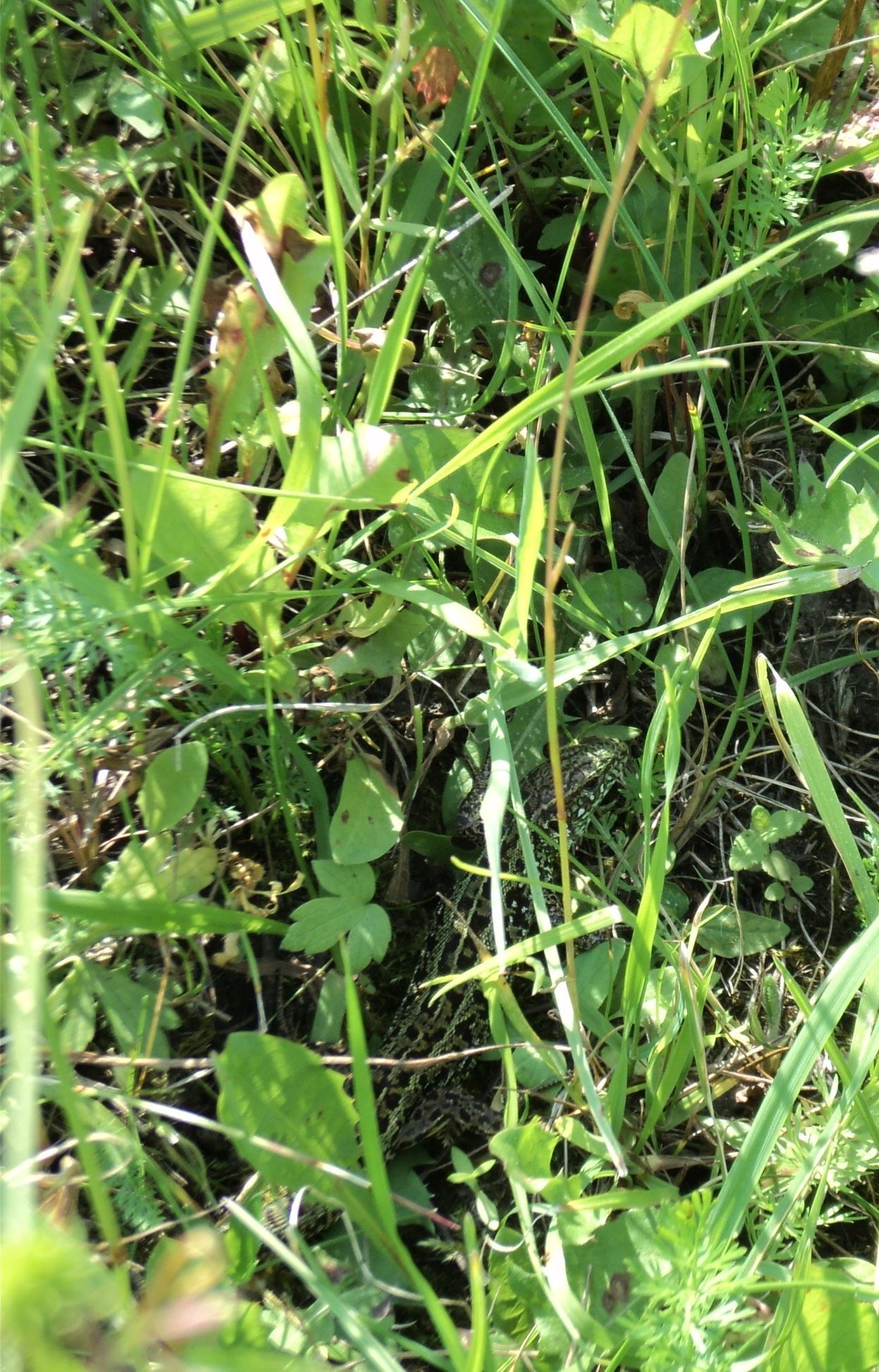
Самець ящірки прудкої в траві

Ссавці також користуються захисним забарвленням. Завдяки смужкам на тілі зебри і плямам на шкурі жирафа мисливець бачить не тварину, а радше безформну масу, що зливається з оточенням, тому йому важко виділити зі стада окрему тварину як потенційну здобич. Левові його пісочне забарвлення допомагає злитися з оточенням, завдяки чому він може близько підкрастися до здобичі. Смугаста шкура тигра непомітна в контрастному освітленні джунглів.
У лісах часто можна зустріти найкращі приклади маскувального забарвлення тварин. Нерівномірне сонячне освітлення привертає у ці місця плямистих і смугастих тварин, які майже повністю зливаються з оточенням. Деякі метелики, наприклад, подібні до ураженого цвіллю листя. Богомол, якого важко відрізнити від сухої гілочки, сидить нерухомо, чатуючи на здобич. Серед зеленого листя і сухої трави ця довгаста комаха є майже непомітною. Гусениці п'ядунів навчилися добре імітувати гілочки, і в них на спинах навіть з'явилися своєрідні «бруньки». Видати їх можуть тільки необережні рухи. Плоске коричневе тіло рогатої жаби абсолютно непомітне серед опалого листя.
Жоден птах не стане споживати власний послід, тому деякі метелики і гусениці зовні нагадують пташиний послід. Подібну зовнішність має павук-бокохід, що мешкає в тропіках. Він очікує на свою здобич, притиснувши ноги до тіла і прикріпившись до листка за допомогою павутини. Майї (краби) з метою маскування прикріплюють до своїх панцирів або клешень живі актинії та губки. Таким чином, вони не тільки маскуються, але й захищаються від потенційних ворогів. Личинки ручайника, які живуть у воді, ховаються в трубках, побудованих з піску, камінчиків і шматочків дерева.

## Еволюційні механізми маскування

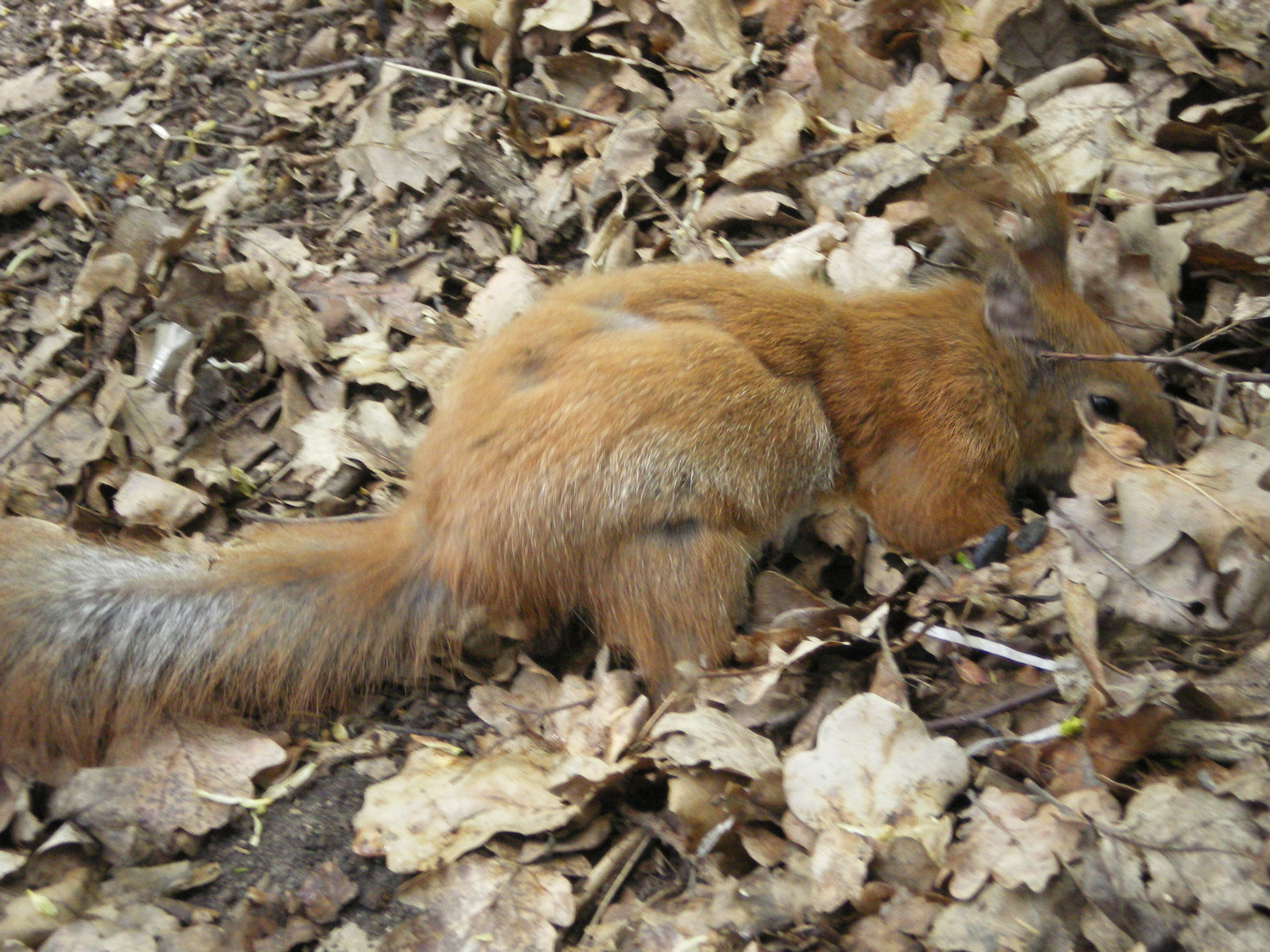
Звичайна білка в дубовому листі

До часів промислової революції у Великій Британії існувала тільки одна форма березового п'ядуна. Білі метелики з маленькими темними плямами на крилах досконало імітували забарвлення порослої лишайниками березової кори, на якій вони вдень відпочивали, і завдяки цьому були малопомітними. У XIX столітті фабрики почали викидати в атмосферу багато сажі, від якої стовбури дерев чорніли. На темному тлі було легко помітити білих метеликів, тож птахи їх одразу знаходили.
У цей час почали з'являтися темно забарвлені особини березового п'ядуна, існування яких раніше було неможливим — на білих стовбурах дерев птахи їх легко побачили б. Темні метелики успішно розмножувалися, оскільки рятувалися на стовбурах дерев, що потемніли. Так, внаслідок мутації, виникла домінантна популяція темно забарвлених п'ядунів. Нині стан навколишнього середовища у Великій Британії поліпшується і знов спостерігається збільшення кількості світло забарвлених березових п'ядунів.
Для безпеки одного лише забарвлення замало. Поперечно-смугастий нічний метелик буде помітний здалеку, якщо він сяде на стовбур дерева не з того боку. Забарвлення бугая не захистило б цього птаха, якби він мешкав в іншій місцевості. Тварини, чиє маскувальне забарвлення призначене для денного часу, ведуть активний нічний спосіб життя. Тварини, що імітують листя, хитаються на вітрі.
Але ж навіть нерухоме тіло відкидає тінь. Тому у малайського напівплоскопалого гекона між кінцівками є шкірясті складки, завдяки яким контури його тіла стають для оточення невиразними і розпливчатими. Дві форми мімікрії у тварин відкрили англійський ентомолог Г. Бейтс та німецький зоолог Ф. Мюллер.
Мімікрія ефективна під час захисту від хижаків лише тоді, коли вид, що наслідує (імітатор), та вид якого наслідують (модель), мешкають на одній території, причому чисельність імітатора істотно нижча, ніж моделі (інакше у хижака не виробиться умовного рефлексу на певний подразник, пов'язаний з неїстівністю жертви). У разі бейтсівської мімікрії гірше захищений вид наслідує забарвлення або форму добре захищеного. Наприклад, деякі тропічні метелики-білани подібні до неїстівних для птахів метеликів інших родин. Суть мюллерівської мімікрії полягає в тому, що кілька захищених видів нагадують один одного за забарвленням і формою, утворюючи так зване «кільце»; їхні вороги, виробивши рефлекс відрази до одного з видів «кільця», не чіпають також і інших.
Такі кільця утворюють, наприклад, отруйні комахи, що мають попереджувальне червоне з чорними плямами (сонечка, клоп-солдатик) або жовто-чорне (різні види ос, деякі павуки) забарвлення. Аналогічні явища відомі і між рослинами: так глуха кропива (Lamium album із блакитноквіткових) своїми листочками дуже сильно нагадує пекучу кропиву (Urtica dioica), а так як кропива захищена своїми пекучими волосинками від травоїдних, то ця схожість може слугувати захистом і глухої кропиви.
При колективній мімікрії велика група невеликих за розміром організмів збивається у суцільне скупчення, щоб створити образ великої тварини.

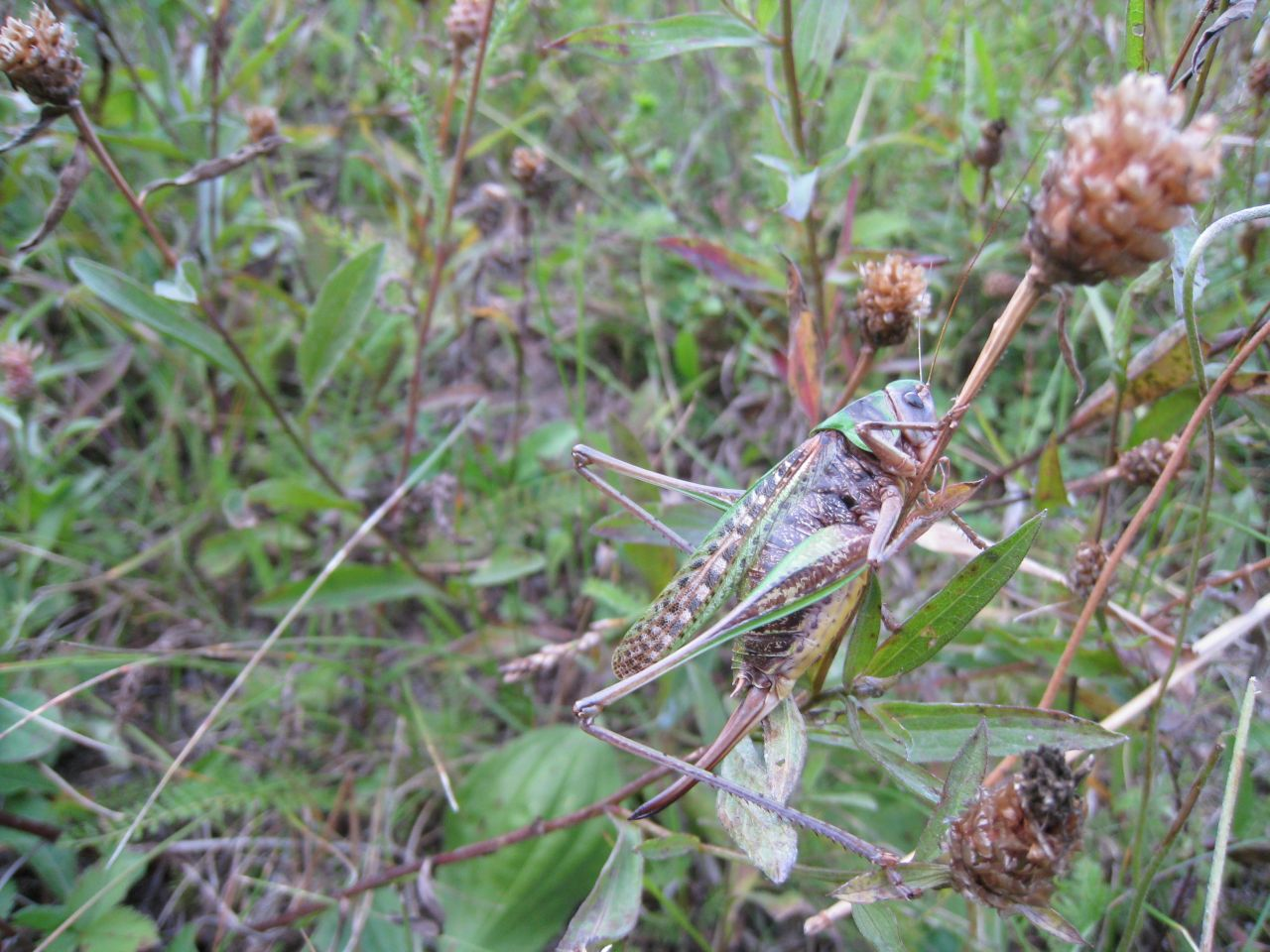
Приклад мімікрії: коник в траві

## Рослини
Аналогічні явища відомі і між рослинами: так, глуха кропива (Lamium album із блакитноквіткових) своїми листочками дуже сильно нагадує пекучу кропиву (Urtica dioica), а оскільки кропива захищена своїми пекучими волосинками від травоїдних, то ця схожість може слугувати захистом і глухої кропиви.

## Колективна мімікрія
При колективній мімікрії велика група невеликих за розміром організмів збивається у суцільне скупчення, щоб створити образ великої тварини.

## Мімікрія звуку
Існує безліч тварин, що використовують як захисний механізм звукове наслідування. В основному це явище зустрічається серед птахів. Наприклад, кролячий сич, живучи в норах гризунів, може імітувати шипіння змії.

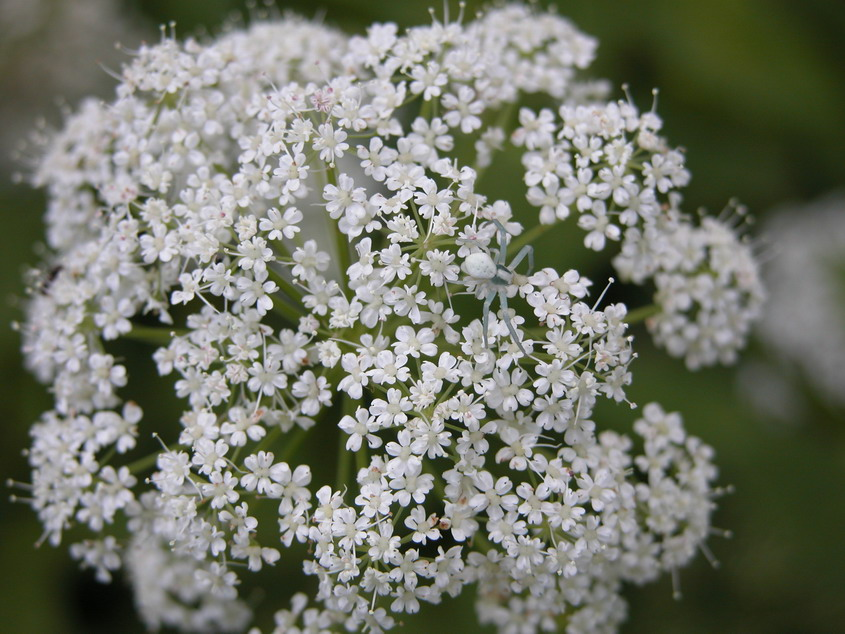
Приклад мімікрії: квітковий павук на суцвітті

Хижий коник Chlorobalius leucoviridis, поширений в Австралії, видає звуки, що імітують шлюбні сигнали цикад самок, залучаючи самців відповідних видів.

## Хижак і жертва
В інших випадках маскує схожість служить, навпроти, хижакам засобом для чатування і навіть залучення видобутку, наприклад у багатьох павуків. Різні комахи з групи богомолів (Mantidae) в Індії представляють, залишаючись нерухомими, разючу подібність з квіткою, чим і приваблюють комах, яких ловлять. Нарешті, явище мімікрії в строгому сенсі слова представляють наслідування тваринам іншого виду.
Існують яскраво забарвлені комахи, які з різних причин (наприклад, тому що забезпечені жалом або завдяки здатності виділяти отруйні або відразливого запаху і смаку речовини) порівняно захищені від нападу ворогів; і поряд з ними існують іноді інші види комах, позбавлені захисних пристосувань, але за своїм зовнішнім виглядом і забарвленням представляють оманливе схожість зі своїми добре захищеними побратимами.
У тропічній Америці надзвичайно поширені метелики з родини геликоніди. У них великі, ніжні, яскраво забарвлені крила, причому колір їх один і той же на обох сторонах — верхньої і нижньої; політ у них слабкий і повільний, вони ніколи не ховаються, а сідають завжди відкрито на верхню сторону листя або квітів; вони легко можуть бути відзначені від інших метеликів і здалеку кидаються в очі.

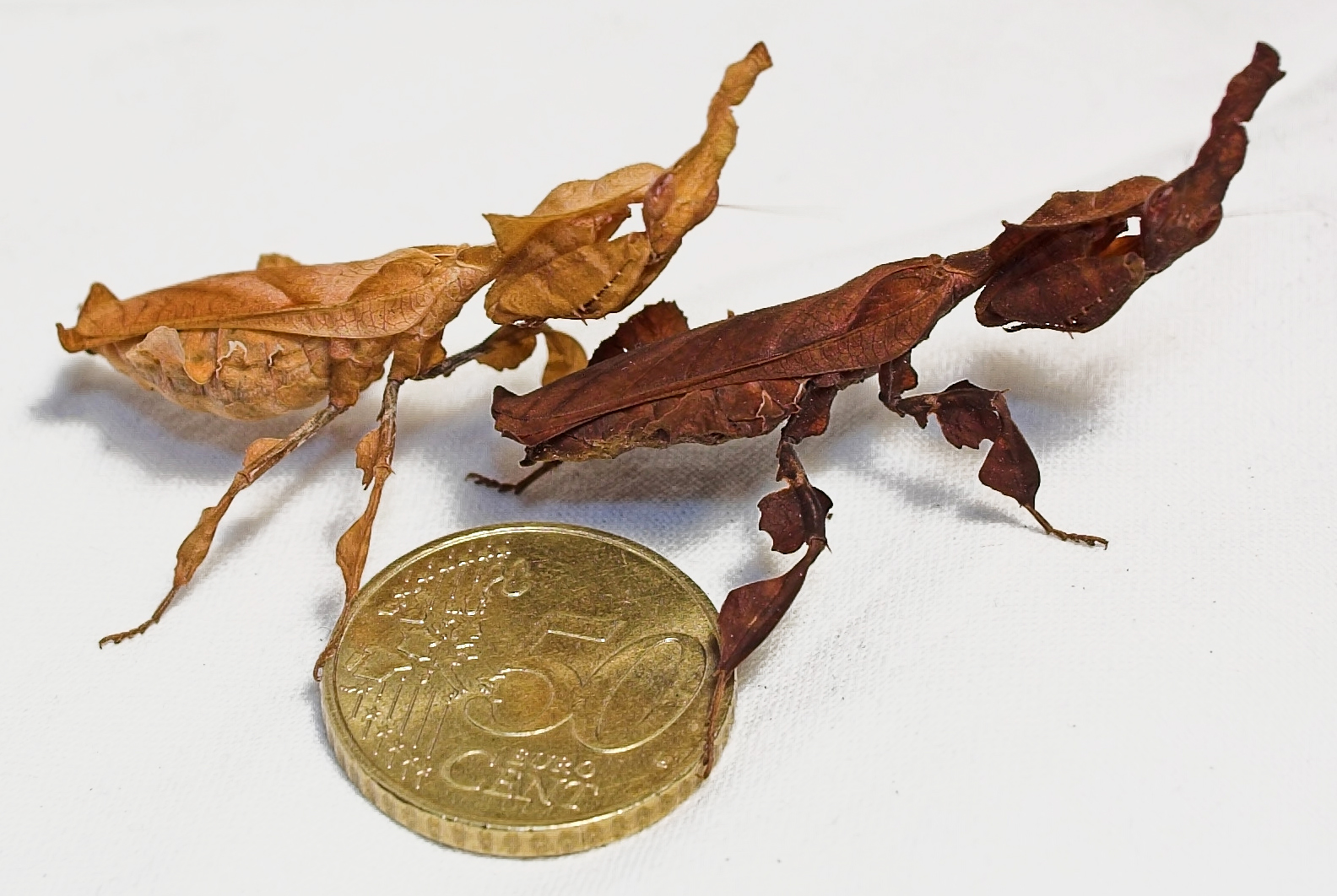
Phyllocrania paradoxa має форму і колір сухого листя

Всі вони володіють рідинами, що видають сильний запах; за спостереженнями багатьох авторів, птахи не їдять їх і не чіпають; запах і смак служать їм захистом, а яскраве забарвлення має попереджувальне значення; цим пояснюється їх численність, повільний політ і звичка ніколи не ховатися. У тих же місцевостях літають деякі інші види метеликів з родів Leptalis і Euterpe, за будовою голови, ніжок і жилкованию крил належать навіть до іншої родини, Pieridae; але за загальною формою і забарвленню крил вони представляють настільки точну копію з геліконід, що в аматорських колекціях зазвичай змішуються і приймаються за один вид з ними.
Метелики ці не володіють неприємними рідинами і запахом геліконід і, отже, не захищені від комахоїдних птахів; але володіючи зовнішньою схожістю з геліконід і літаючи з ними разом, також повільно і відкрито, вони завдяки цьому подібністю уникають нападу. За кількістю їх набагато менше; на кілька десятків і навіть сотень геліконід доводиться одна лепталіда; загублені в натовпі добре захищених геліконід, беззахисні лепталіди, завдяки своїй зовнішній схожості з ними, рятуються від своїх ворогів. Це і є маскування, мімікрія. Подібні приклади відомі з різних загонів комах і не тільки між близькими групами, а й часто між представниками різних загонів; відомі мухи, схожі на джмелів, метеликів, що наслідують осам тощо.
У всіх цих випадках мімікрія супроводжується схожістю в способі життя або взаємної залежністю обох східних видів. Так, мухи з роду Volucella завдяки своїй схожості з джмелями або осами можуть безкарно проникати в гнізда цих комах і відкладати яєчка; личинки мух харчуються тут личинками господарів гнізда.

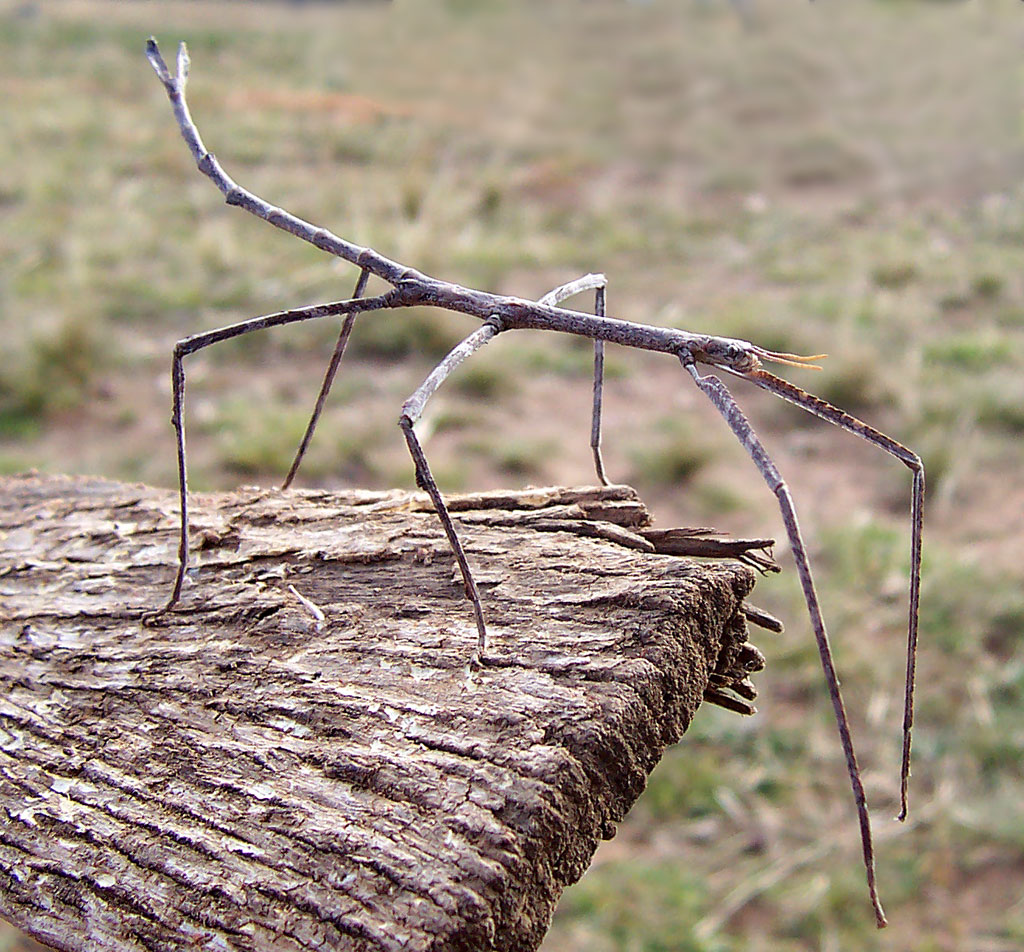
Ctenomorpha chronus імітує гілочку евкаліпта

## Вівця у вовчій шкурі
Деякі організми, щоб уникнути нападу з боку хижаків, з якими часто стикаються, зображують самих хижаків. Костариканський метелик Brenthia hexaselena зовнішнім виглядом і рухами зображує павука Phiale formosa (павук розкриває обман всього в 6 % випадків). Одна плодова мушка копіює зебрового павука-скакуна, який є територіальним хижаком: зустрівши павука, комаха розправляє крила із зображеними на них павуковими ніжками і підскакує до павука, а павук, думаючи, що потрапив на чужу територію, тікає. У колоніях бродячих мурах в Південній Америці зустрічаються жуки, що копіюють мурах запахом і ходою.
Каліфорнійські (Spermophilus beecheyi) і кам'яні ховрахи (Spermophilus variegatus) копіюють запах гримучих змій, для чого жують скинуту зміїну шкуру і потім облизують своє хутро і хутро дитинчат. Дана мімікрія застосовується в основному для захисту дитинчат, оскільки на дорослих гризунів змії нападають набагато рідше.

## Конвергенція
Стали також відомі такі випадки подібності двох віддалених видів тварин, які не підходять до уоллісовського пояснення цього явища, за яким один вид є наслідуванням іншому в силу більшої захищеності другого виду, обманюючи цим своїх ворогів. Є, наприклад, незвичайна подібність між двома європейськими нічними метеликами: Dichonia aprilina і Moma orion, які, однак, ніколи не літають разом, бо перша літає в травні, друга — в серпні-вересні.
Або подібність між європейською метеликом Vanessa prorsa і метеликом з роду Phycioides, що водиться в Аргентині, при такому географічному розподілі цих видів не може бути випадком мімікрії. Загалом, мімікрія є лише окремий випадок того явища конвергенції, сходження в розвитку, існування якого ми спостерігаємо в природі, але найближчі причини і умови якого нам невідомі.